# (4306) Dunaevskij
(4306) Dunaevskij ist ein Hauptgürtelasteroid, der am 24. September 1976 von Nikolai Stepanowitsch Tschernych am Krim-Observatorium entdeckt wurde.
Der Asteroid wurde nach dem sowjetischen Komponisten Isaak Ossipowitsch Dunajewski (1900–1955) benannt.